# SM Torpedoboot 88F
SM Torpedoboot 88F, zkráceně SM Tb.88F později Cávado, byla rakousko-uherská torpédovka typu 82F. Stejně jako její sesterské lodě byla postavena v loděnici Danubius Bergudi.

## První světová válka
Po svém uvedení do služby byla zařazena k I. torpédové flotile. Dne 2. února 1916 se spolu s křižníkem Sankt Georg, torpédoborcem Wildfang a torpédovkami Tb.87F, Tb.83F a Tb.98M podílela na zničení železničních zařízení mezi italskými městy Ortona a San Vito. O čtyři dny později vyplula spolu s Tb.74T, Tb.80T, Tb.83F, Tb. 87F a Tb.78T, při krytí křižníkem Helgoland, s úkolem napadnout transportní lodě Dohody plující z Drače do Brindisi. Cestou se srazily Tb.74T s Tb.83F, škody na první z nich byly natolik vážné, že se celý svaz musel vrátit. Lodě však zachytil britský lehký křižník HMS Weymouth v doprovodu francouzského torpédoborce Bouclier. Rakušanům se po torpédovém útoku Tb.83F a následných úhybných manévrech dohodových lodí podařilo uniknout. Dne 13. května zachránila 4 námořní míle od mysu Rodoni hydroplán L 88 a odvlekla jej do Boky Kotorské. Dne 30. července podnikla spolu s křižníkem Novara a torpédovkami Tb.83F, Tb.87F a Tb.85F výpad do Otranta, avšak kontakt s nepřítelem nebyl navázán.

## Poválečný osud
Po válce byla torpédovka internována. Na základě mírových smluv byla postoupena Portugalsku, které ji zařadilo do svého loďstva pod jménem Cávado. Při cestě do Portugalska se však 29. prosince 1921 potopila u alžírského přístavu Bonne.